# 자이언트 (2017년 영화)
자이언트(Handia, Giant)는 스페인에서 제작된 욘 가라뇨 감독의 2017년 드라마 영화이다. 라몬 아기레 등이 주연으로 출연하였다.

## 출연

### 주연
- 라몬 아기레
- 에넨코 사가르도이

## 제작진
- 음향: 산티 살바도르
- 믹싱: 이나키 디에즈
- 미술: 미켈 세라노
- 특수분장: 고르카 아귀레
- 특수효과: 존 세라노
- 시각효과: 데이비드 헤라스
- 분장: 아이노아 에스키사벨
- 분장: 올가 크루즈
- 의상: 사이오아 라라
- 프로덕션매니저: 안데르 시스티아가